# Sentry (comics)
Pour les articles homonymes, voir Sentry.
Sentry est le nom de plusieurs personnages de fiction successifs évoluant dans l'univers Marvel de la maison d'édition Marvel Comics. Créé par le scénariste Stan Lee et le dessinateur Jack Kirby, le personnage apparaît pour la première fois dans le comic book Fantastic Four (vol. 1) #64 en juillet 1967.
Les premiers Sentry étaient des modèles de robots, désignés par un numéro (comme Sentry 459, un robot de l'empire Kree qui combattit Captain Mar-Vell). Les humains ayant adopté par la suite le nom de « Sentry » furent respectivement :
- Curtis Elkins, un ancien Garde de la Voûte devenu membre du groupe The Jury ;
- Stewart Ward, un sénateur agissant comme agent des extra-terrestres Z'Nox (en) ;
- Robert Reynolds (en) (The Sentry), un super-héros rattaché rétroactivement à la continuité Marvel ;
- Val, un des Chevaliers de l'Espace galadorien.

## Historique de la publication

### Sentry 459
La Sentinelle 459 (« Sentry 459 ») est un personnage créé par le scénariste Stan Lee et le dessinateur Jack Kirby dans le comic book Fantastic Four (vol. 1) #64 en juillet 1967.
Robot factionnaire intergalactique de l'empire Kree, la Sentinelle 459 est envoyée sur Terre. Elle est mise hors d'état de fonctionnement par les Quatre Fantastiques.
Entreposée dans les locaux de la NASA à Cap Canaveral en Floride, elle est réactivée une première fois dans Marvel Super-Heroes #13 (1968) et arrêtée par Captain Mar-Vell puis réactivée à nouveau au début de la guerre Kree-Skrull.

### Curtis Elkins
Curtis Elkins est un personnage créé par le scénariste David Michelinie et le dessinateur Mark Bagley dans Venom: Lethal Protector (en) #2 en mars 1993.
Afro-Américain, Curtis Elkins est l'un des gardiens à la prison de la Voûte. Son ami Hugh Taylor est tué par Venom pendant l'évasion de ce dernier. Curtis décide de rejoindre le Général Orwell Taylor (Hugh Taylor était un de ses fils) et le groupe The Jury pour traquer Venom.

### Stewart Ward
Stewart Ward apparaît en tant que sénateur dans Peter Parker: Spider-Man (vol. 2) #4 (avril 1999), avec des apparitions fréquentes ainsi que dans The Amazing Spider-Man jusqu'à Amazing Spider-Man (vol. 2) #24.

### Robert Reynolds
Robert Reynolds (en) (« The Sentry ») est un personnage créé par le scénariste Paul Jenkins et le dessinateur Jae Lee dans la mini-série The Sentry, publiée en 2000 sous le label Marvel Knights.

### Val
Val est un personnage créé par le scénariste Jim Starlin et le dessinateur Chris Batista (en) dans Spaceknights (en) #1 en octobre 2000.
Personnage féminin, Val est officier de l'armée de Galador et Chevalier de l'Espace, tout comme Rom.

## Robert Reynolds

### Origines
Le personnage de Sentry a été tout d'abord présenté dans le magazine Wizard comme un héros de l'Âge d'or des comics oublié de tous, même par Stan Lee son créateur. Il fut révélé par la suite qu'il ne s'agissait que d'une stratégie marketing coordonnée avec Marvel Comics, destinée à susciter l'attention autour du personnage.
Tout commence quand Robert Reynolds (en), un homme marié et ancien alcoolique, commence à se rappeler avoir été un super-héros baptisé « Sentry », doté du pouvoir comparable à « l’explosion d’un million de soleils » par un super-sérum. Il entame une quête pour essayer de découvrir comment il a pu — et le monde entier avec lui — oublier cette période.
Il rend visite à ses anciens amis, Red Richards des Quatre Fantastiques, Iron Man, Hulk ou Spider-Man. Au fur et à mesure qu'il recouvre la mémoire et que l'on se souvient de lui, il semble que ce soit Red Richards qui ait trahi Sentry en l'effaçant de la mémoire collective.
Cependant, avec Sentry réapparaît son ennemi de toujours : le redoutable Voïd, qui ressemble à une ombre vivante, plus puissant que jamais, et menaçant le monde.
On découvre finalement dans Sentry vs Voïd #1 (qui conclut une série de cinq one-shots accompagnant la mini-série originale) que Sentry et Void ne font qu'un, Void étant sa face négative ; dans le passé, cette découverte avait conduit à rendre amnésique le monde entier pour que Sentry et Voïd disparaissent. À la fin de l'histoire, Sentry se sacrifie de nouveau, réactivant le mécanisme qui générait l'amnésie globale.
Dans la seconde mini-série Sentry, de Paul Jenkins et John Romita Jr., on apprend un peu plus sur ses origines. En mars 1947, les gouvernements canadiens et américains s’associent pour installer un centre de recherche secret en Pennsylvanie. En couplant les résultats du projet Arme X, l’expérience qui a créé Wolverine, et la formule du Super Soldat — celle qui a créé Captain America —, mille fois améliorée, le projet « Sentry » semble être le programme le plus ambitieux visant à la création d’une arme parfaite.
Trente ans plus tard, les orientations du projet ont évolué ; c’est la guerre froide, l’objectif initial se perd avec la succession des mandats et le projet est compartimenté pour que personne ne le supervise dans son intégralité, les travaux spécifiques étant sous–traités, aucun des scientifiques du projet ne savent exactement sur quoi ils travaillent.
C'est alors que tout débute avec Robert Reynolds, un jeune schizophrène. Étudiant surdoué mais influençable, il travaille comme assistant du professeur (non nommé) qui a amélioré le sérum Golden Sentry dans une université. Voulant se droguer, Reynolds ne trouve rien de mieux que de voler une fiole contenant la version améliorée du Sérum du Super Soldat (S.S.S) et la consomme sur le stand du champ de foire où il effectue un petit boulot pour financer ses études. C’est alors que Reynolds et sa deuxième personnalité acquièrent le pouvoir d’un million de soleils. Robert Reynolds peut devenir un superhéros : Sentry, un alter ego idéal et sublimé de lumière, mais permet alors à « Voïd », l’autre alter ego, malfaisant et avide de ténèbres, de tuer des gens proportionnellement aux vies que sauve Sentry. On apprendra dans New Avengers que le Général[Qui ?] et Le Cerveau ont contribué à la création de Voïd.
Entre-temps, le gouvernement récupère Sentry et le professeur pour les relocaliser dans un complexe en Virginie. Là-bas, le Professeur est utilisé dans une mise en scène dans le but de persuader Robert Reynolds de son addiction à une dose régulière de Super Sérum. Cette mise en scène permet au gouvernement de contrôler Sentry et d'essayer de le tuer à chaque injection (les injections n'étaient en fait que de simples solutions salines ; le gouvernement tente de le tuer neuf fois pendant ses deux premiers mois d’existence).
Lorsque Reynolds découvre son lien avec Voïd, il demande à CLOC, l'intelligence artificielle serviteur de Sentry, et Red Richards de le rendre amnésique et de l'effacer de la mémoire collective du monde entier. Il retrouve alors la mémoire et redevient Sentry (on en arrive à sa réelle première apparition dans l'univers Marvel, la mini-série Sentry).
À la fin de son retour, et donc de celui de Voïd, il programme CLOC pour à nouveau effacer la mémoire collective, mais dans un dernier sursaut, son subconscient implante son souvenir dans l'inconscient d'un scénariste de comics, Paul Jenkins. Ayant laissé une trace de lui sous forme de comics, il ne tarde pas à redevenir encore Sentry.

### Retour
Sentry réapparaît en 2005 dans New Avengers #1 scénarisé par Brian Michael Bendis, avec l'approbation de Paul Jenkins, qui a de son côté réalisé avec le dessinateur John Romita Jr. une nouvelle mini-série Sentry. Elle coïncide avec le second arc de New Avengers qui élucidera le mystère entourant le retour de Sentry.
Dans la série New Avengers, on découvre un Sentry encore plus délabré qu'auparavant, enfermé dans la prison pour super-vilains de Riker's Island, persuadé d'avoir tué sa femme. La mise en scène de son retour est extrêmement brutale : pour aider les super-héros occupés par l'évasion des super-vilains de Riker's Island, Sentry emporte Carnage dans la haute atmosphère et le déchire en deux (cette scène est reprise lorsqu'il tuera Arès peu avant de mourir). 6 mois après la dissolution des Avengers (arc Avengers Disassembled), Les New Avengers, fraîchement formés par Captain America et Iron-Man, ne tardent pas à recruter Sentry (surtout pour des raisons de sécurité nationale).
On ne sait pas grand-chose sur son incarcération, hormis le fait qu'il pense avoir tué sa femme et qu'il a préféré se faire enfermer à Ryker Island par le SHIELD. Les Vengeurs l'aident à détruire Voïd et lui proposent d'intégrer l'équipe, pour le surveiller, tout en utilisant son pouvoir au service du monde. Lors du dernier combat entre Voïd et Sentry, celui-ci le jette dans le soleil le temps de gagner du temps, pour sauver des vies avant son retour et pour trouver une solution. Après l'épisode Civil Wars, il intègre les Mighty Avengers.
Sentry intervient vers la fin de l'événement World War Hulk pour combattre Hulk qui avait forcé les Illuminati à s'entretuer. Durant leur combat, Sentry dégagea tellement d'énergie pour arrêter Hulk qu'il finit par redevenir Robert Reynolds, son sacrifice permet à Hulk de redevenir Bruce Banner.
Lors de Secret Invasion, Sentry semble avoir disparu, laissant la place à Voïd. Une scène étrange montre Sentry effrayé par un Super-skrull (qui exploite sa phobie de voir Voïd réapparaitre), fuyant dans l'espace pour apercevoir une silhouette étrange, puis revenir peu de temps après sous la forme d'une ombre noire de Sentry pour sauver sa femme.
On suppose que Robert Reynolds utilise à présent les pouvoirs de Voïd sous l'apparence de Sentry. Norman Osborn remplaçant Tony Stark, Sentry participe aux missions de ses Dark Avengers.

### Décès
Quand Norman Osborn vainc l'invasion Skrull, il devient le chef du SHIELD qu'il démantèle et remplace par le H.A.M.M.E.R.. Il crée alors ses propres Vengeurs dont Sentry fera partie. Osborn fait miroiter à Sentry un remède à sa schizophrénie, pathologie qu’il prétend avoir soigné en connaissance de cause.
Au long de la série Dark Avengers, on apprend que le personnage devient de plus en plus instable, que sa femme a tenté de le tuer une centaine de fois et que Voïd gagne du terrain dans sa psyché.
Par la suite, Osborn manipule Volstagg, l’imposant Asgardien pour le rendre responsable d’un nouveau « Stamford » ayant lieu dans un stade, faisant des milliers de victimes.
Malgré l’opposition du gouvernement, Norman Osborn se sert de la médiatisation de ce drame orchestré pour commanditer le siège d’Asgard et envoie Sentry la faire s’écraser sur la terre ferme, alors qu’elle survolait pacifiquement l’Oklahoma. Devenant hors de contrôle, Sentry reçoit l’ordre de tout détruire, mais ce dernier libère alors Void, qui est terrassé par les héros. Thor achève Reynolds, celui-ci le suppliant de le tuer, et jette son corps dans le soleil.
Paul Jenkins scénarise son « dernier épisode », c'est-à-dire son enterrement, où sont présents Scoot, son acolyte, et les plus grands super-héros. CLOC, qui avait le pouvoir d'effacer son souvenir de la mémoire collective, affirme à la fin de l'épilogue que son maître n'est pas mort, amenant une ambiguïté sur son décès réel.

### Uncanny Avengers
Dans Uncanny Avengers, Sentry est l'un des cavalier d'Apocalypse, se faisant appeler tout simplement Mort. Sentry a été ramené à la vie par les jumeaux Apocalypse, utilisant à la fois la graine de vie et la graine de mort, afin de servir, aux côtés du Hurleur, Moissonneur et Daken, comme l'un de leurs cavaliers. Une fois ressuscité, la folie de Sentry a lentement augmenté et il a commencé à se considérer comme l'héritier d'Apocalypse.
Lorsque la division Avengers Unity est arrivée dans l'Arche de l'Apocalypse dans la nébuleuse rétrécie d'Akkaba, Sentry a pris Thor par surprise et les deux ont commencé à se battre sur la planète couverte de lave verte connue sous le nom de Tyconria. Après avoir causé la dévastation autour de la planète et de ses habitants, Sentry a réussi à maîtriser temporairement Thor et s'est dirigé vers le barrage Tachyon des jumeaux où il a été confronté à La Guêpe, et plus tard également à un Thor de retour.
Pendant le combat, Thor, dont la conscience est revenue du futur où les jumeaux Apocalypse ont gagné, a tenté de convaincre Sentry de les aider à sauver la Terre de la destruction comme secrètement prévu par les jumeaux. Apprenant cela, Sentry, plein de folie mais se considérant toujours comme le protecteur de l'humanité, a accepté d'aider à arrêter Exitar l’Exterminateur mais pas avant de décider qu'il serait la destruction de ces mutants "cancéreux". Après la mort du céleste Exitar, Sentry a révélé à la Guêpe qu'il aimait aider les Avengers et qu'il ferait un grand voyage en déplaçant le corps du céleste loin de la Terre. Avant de partir, il l'avertit qu'ils devaient se préparer car la colère des Célestes serait puissante.

### Pouvoirs et capacités
Les pouvoirs de Sentry sont dérivés d’un sérum expérimental créant un déplacement de phase dans ses molécules, ce qui amène chaque atome à se déplacer un instant avant le moment présent. Le sérum induit également une réaction de photosynthèse, ce qui provoque chez lui un état d’hyper-conscience.
Robert Reynolds (en) fait partie des super-héros les plus puissants de l'univers Marvel, avec un pouvoir comparable à « l’explosion d’un million de soleils ». Il possède une force lui permettant de soulever plus de 100 tonnes, ce qui le place au même niveau que Gladiator, Hyperion, Thor, Hercules, Beta Ray Bill ou son ami Hulk. Il a aisément vaincu le dieu de la guerre Ares et a même vaincu sans difficulté Terrax, l'un des hérauts de Galactus.
Il est invulnérable, immortel et également très rapide (il peut facilement dépasser la vitesse de la lumière). Ses sens sont hyper-développés, son endurance est phénoménale. Il possède un pouvoir télépathique mal maîtrisé et un pouvoir de télékinésie. Son énergie a aussi la propriété de calmer Hulk. Il est doté d'un ordinateur, « CLOC » (pour « Computer for Obliterating Life Completely »), une intelligence artificielle capable de prévoir les catastrophes à venir.
Mais son pouvoir principal est sa fameuse éruption solaire comparable à « l'explosion d'un million de soleils ». Ce pouvoir était pendant longtemps presque un mythe dû au fait que Sentry n'a jamais réellement utilisé cette attaque, sauf sous la forme d'une légère démonstration, jusqu'aux événement de World War Hulk. Lorsque Hulk décide de revenir sur Terre pour se venger, il affronte Sentry dans un combat épique. Sentry utilise alors toute sa puissance (qui est souvent restreinte) et notamment son éruption solaire contre lui. Hulk résista et réussit à neutraliser l'éruption.
Cependant, Sentry est très perturbé mentalement, ce qui le rend vulnérable aux manipulations mentales. Par ailleurs, l’usage de ses pouvoirs est lié à son état mental : plus il doute de lui-même, plus ses capacités s’affaiblissent. Ainsi, au sommet de sa forme, il possède la puissance de « l’explosion d’un million de soleils » ; à l’inverse, quand il est assailli par le doute — et, apparemment, quand il est loin d’une source solaire —, sa puissance diminue et il peut alors être facilement vaincu.
Chacune des actions de Sentry déclenche un équivalent négatif produit par Void, la seconde personnalité de Sentry : si Sentry sauve une centaine de personnes, une centaine d'autres seront tuées par Void. Cette seconde personnalité fait partie intégrante de son pouvoir ; la seconde Veuve Noire ne parvint pas à maîtriser Void lorsque, mêlée au Super-adaptoïde, elle tenta d'absorber les capacités de Sentry.

## Versions alternatives

### Marvel Zombies
Dans l'Univers Z, c'est à la suite du retour sur Terre de Sentry d'une mission spatiale, qu'un virus se propage sur toute la planète, Sentry étant le porteur de cette maladie mystérieuse à l'origine des événements sanglants de la saga Marvel Zombies.

## Traductions en français
La première mini-série ainsi que les cinq one-shots ont été publiés en France par Panini dans deux albums de la collection « 100 % Marvel » en librairie. La seconde série Sentry a été traduite chez le même éditeur dans Marvel Méga hors-série 26 et 27. L'album New Avengers : Chaos, dans la collection « Marvel Deluxe », regroupe le premier arc narratif de Brian Michael Bendis.

## Autour du personnage
- L'histoire de Sentry a été inspirée à Paul Jenkins par Hourman, un héros qui obtenait ses pouvoirs grâce à une drogue appelée Miraclo, et qui était devenu accro à ses pouvoirs[18].
- Robert Reynolds (en) faisait partie des Mighty Avengers avec à leur tête Iron Man et Carol Danvers (Miss Marvel), et fut membre des Dark Avengers de Iron Patriot (Norman Osborn) aux côtés de Bullseye, Ares, Venom, Opale, Daken, etc.
- Robert Reynolds fut tué par les Vengeurs puis jeté dans le soleil alors que Voïd, sa double personnalité maléfique, prenait le contrôle de son corps et allait détruire Asgard.

## Apparition dans d'autres médias

### Univers cinématographique Marvel
- 2025 : Thunderbolts de Jake Schreier, interprété par Lewis Pullman

Robert Reynolds est le seul survivant du projet Sentry, une opération secrète menée par Valentina Allegra de Fontaine, pour créer un super-héros après la disparition des Avengers. Considéré comme mort, il est découvert en vie mais amnésique dans un entrepôt par Yelena Belova, John Walker et Ava Starr, tous trois envoyés sur les lieux dans un piège pour s'entretuer. En voulant le sauver, Reynolds découvre ses pouvoirs mais aussi son double négatif, le Néant. Valentina tente de le manipuler mais alors qu'elle tente de se débarrasser de lui, le Néant prend une forme physique et recouvre New York de ténèbres. Grâce à Belova et ses alliés, Reynolds parvient à reprendre le contrôle et se libère du Néant.

### Jeux vidéo
- Marvel Ultimate Alliance 2 : Fusion (2009, personnage jouable uniquement sur la version DS)
- Marvel Super Hero Squad Online (en) (2011)
- Marvel : Tournoi des champions (2014)
- Marvel: Future Fight (2015)
- Marvel Snap (2022)